# みんないい子
「みんないい子」（みんないいこ）は、香取慎吾 & 原由子の楽曲。コラボレーションシングルとして、タイシタレーベルから12cmCD・7インチレコードで1997年10月29日に発売された。

## 背景・リリース
発売当時、SMAPのメンバーであった香取慎吾とサザンオールスターズのメンバーである原由子によるユニット。
原由子にとっては「負けるな女の子!」以来、6年ぶりとなる作品。香取と原はビクターエンタテインメント所属であるが、本作はサザンのプライベートレーベルであるタイシタレーベルから発売されている。
本作の売り上げの一部はルーマニアのエイズと闘う子供たちのために寄付された。

## 収録曲
- 収録時間：13:08

1. みんないい子 (Original Version)(4:43)
（作詞・作曲・編曲：桑田佳祐）
フジテレビ系クイズバラエティ番組『中居正広のボクらはみんな生きている』テーマソング。
2. みんないい子 (Dub Mix)
（作詞・作曲：桑田佳祐）
3. みんないい子 (Bossa Nova Mix)
（作詞・作曲：桑田佳祐）
4. みんないい子 (Reggae Mix)
（作詞・作曲：桑田佳祐）
7インチ版のみに収録[6]。

## 参加ミュージシャン
- みんないい子 (Original Version)
  - KATORI SHINGO：Vocals
  - HARA YUKO：Vocals
  - KUWATA KEISUKE：Guitars & Keyboards & Chorus
  - KADOYA YOSHINORI：Computer Programming

- みんないい子 (Dub Mix)
  - OBA RYOJI：Additional Remixing & Production

## みんないい子 (わるい子ヴァージョン)
原のベストアルバム『Loving You』『ハラッド』に収録されている楽曲。香取のパートを桑田佳祐の歌声に差し替えたものであり、それ以外のテイクや歌詞に変更はない。
2016年12月12日からは主要配信サイトにてダウンロード配信、2019年12月20日からはストリーミング配信が開始されている。
収録アルバム
| 曲名                                | 作品名     |
| ----------------------------------- | ---------- |
| みんないい子 (わるい子ヴァージョン) | Loving You |
| みんないい子 (わるい子ヴァージョン) | ハラッド   |